# Henri Lemaire
Philippe Joseph Henri Lemaire (Valenciennes, 9 gennaio 1798 – Parigi, 2 agosto 1880) è stato uno scultore e politico francese.

## Biografia
Lemaire fu allievo di Pierre Cartellier (1757-1831). Dopo aver vinto l'ambitissimo Prix de Rome nel 1821, divenne pensionnaire dell'Accademia di Francia a Roma.

## Opere
Opere maggiori di Henri Lemaire:
- 1827: Giudizio universale, frontone della chiesa della Madeleine a Parigi;
- 1833: I funerali del generale Marceau, Arco di Trionfo di Parigi;
- 1854: Statua di Napoleone I, Palais des Beaux-Arts de Lille.

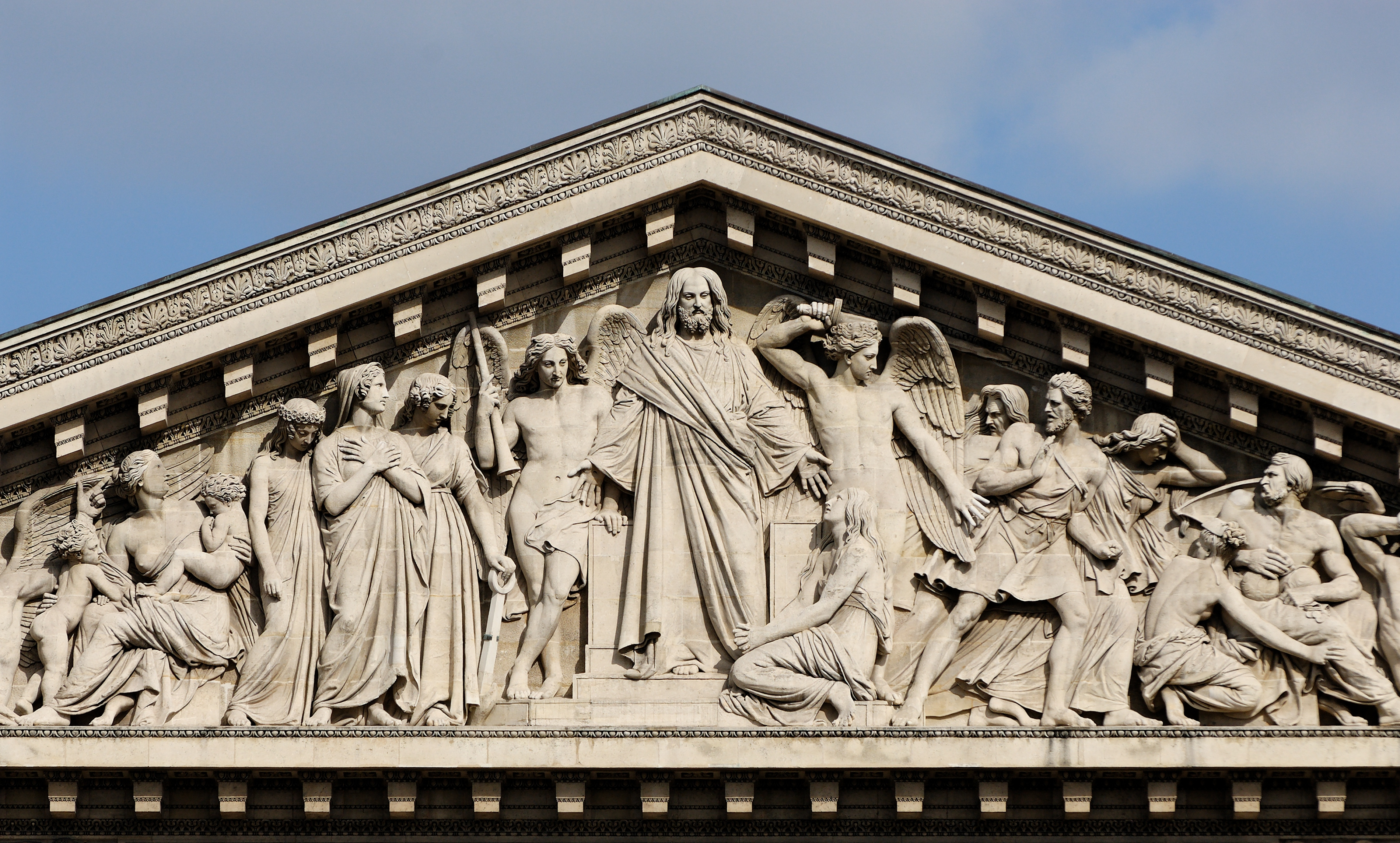
Giudizio universale, frontone della chiesa della Madeleine a Parigi, 1827
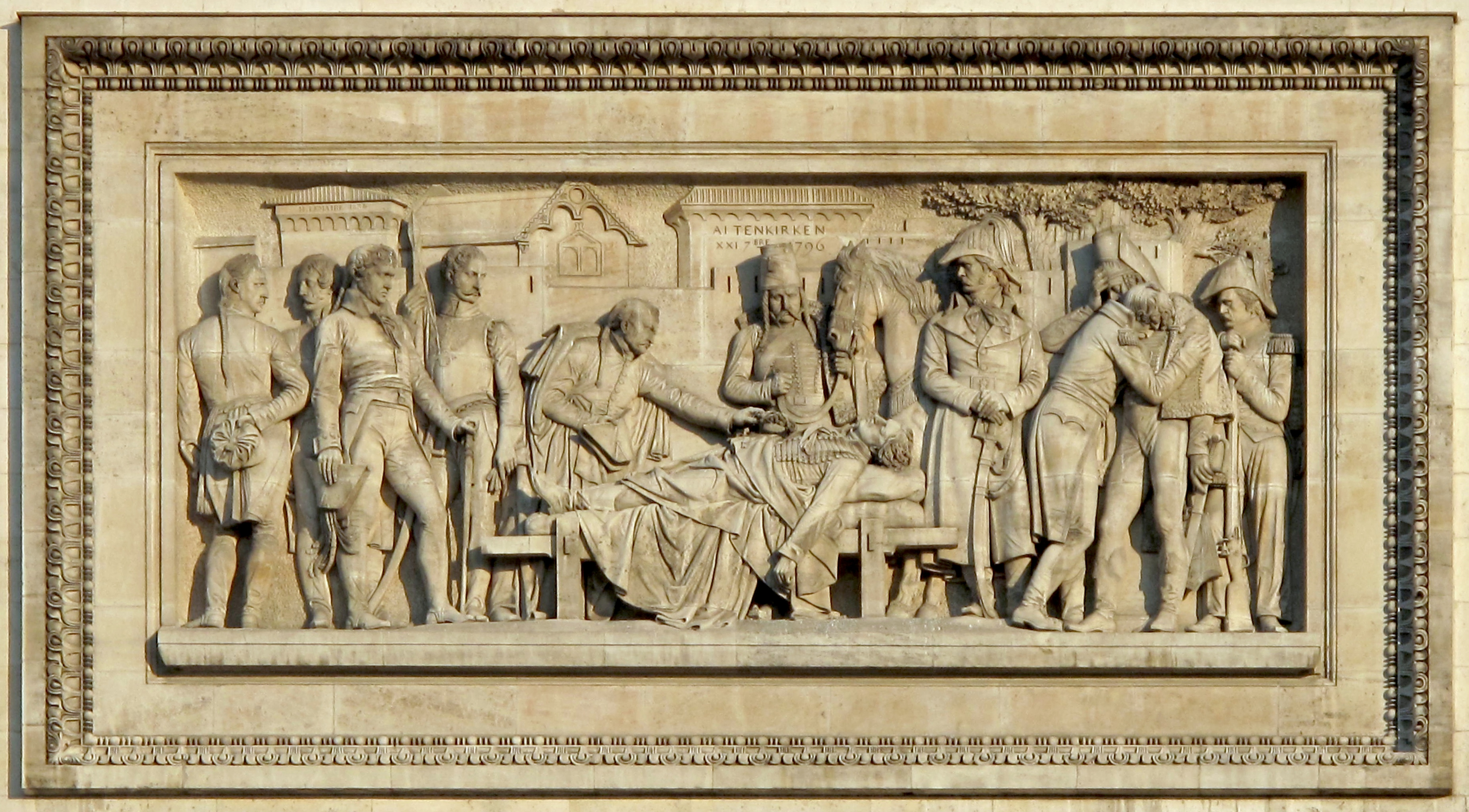
I funerali del generale Marceau, Arco di Trionfo di Parigi, 1833
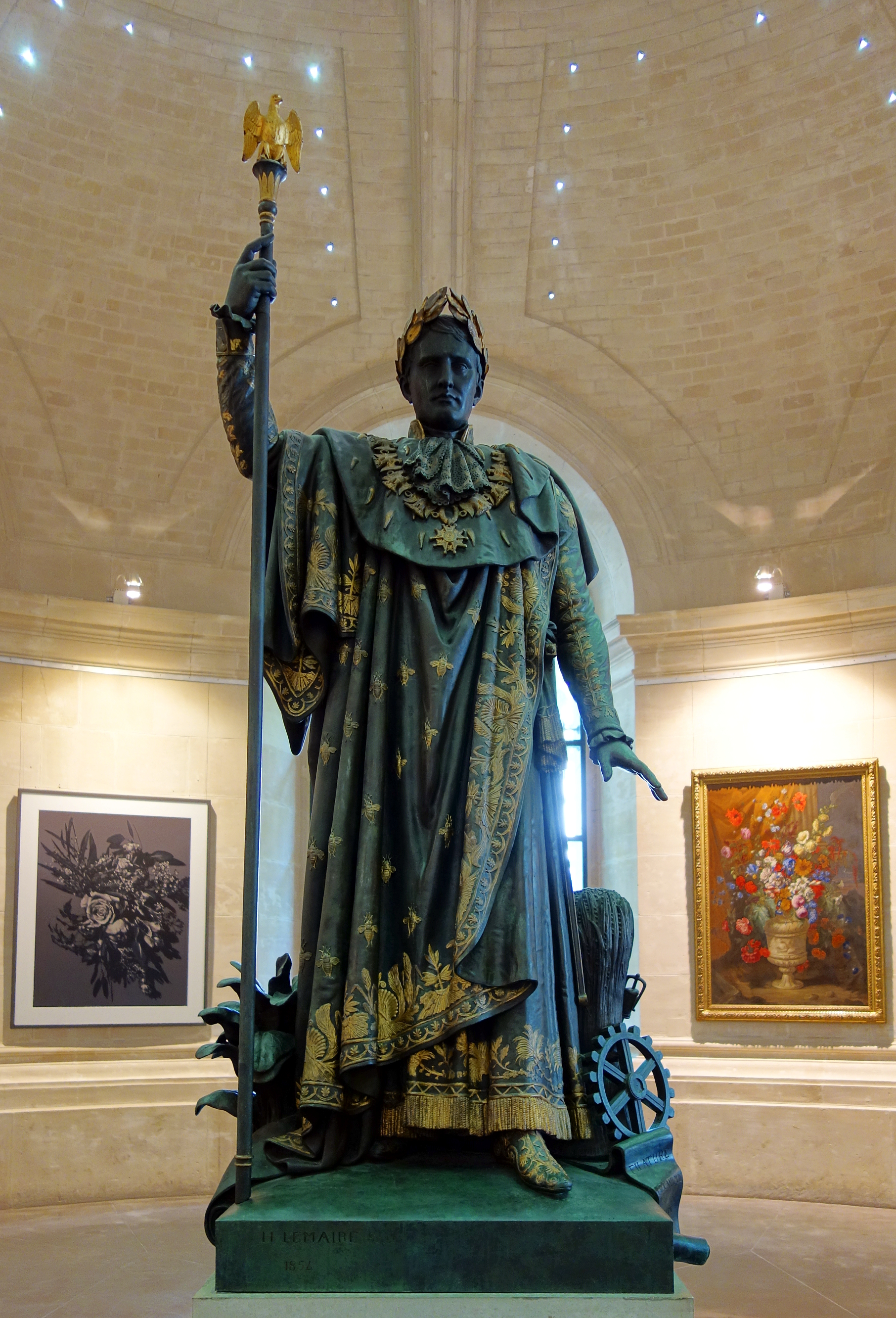
Statua di Napoleone I, Palais des Beaux-Arts de Lille, 1854